# Leptolaena cuspidata
Leptolaena cuspidata – gatunek rodzaju Leptolaena z rodziny Sarcolaenaceae. Występującego naturalnie na Madagaskarze, na terenach dawnych prowincji Antsiranana (między innymi w Parku Narodowym Ankarana i rezerwacie Manongarivo) oraz Mahajanga. 
Występuje na obszarze 12 319 km². Naturalnymi siedliskami są niskie wiecznie zielone wilgotne lasy lub suche lasy liściaste.
Według Czerwonej Księgi jest gatunkiem najmniejszej troski. Mimo że gatunek ten jest często używany w budownictwie, ponieważ jego drewno jest bardzo odporny, to znajduje się na liście najmniejszej troski ze względu na jego dość szerokiej zakres występowania, populację dużych rozmiarów oraz dużą liczbę miejsc, w których się znajduje.
Kora i liście tego gatunku są wykorzystywane w medycynie.